# Berlandina spasskyi
Berlandina spasskyi är en spindelart som beskrevs av A. V. Ponomarev 1979. Berlandina spasskyi ingår i släktet Berlandina och familjen plattbuksspindlar. Inga underarter finns listade.